# Rhodophthitus rhodonaria
Rhodophthitus rhodonaria är en fjärilsart som beskrevs av Charles Oberthür 1916. Rhodophthitus rhodonaria ingår i släktet Rhodophthitus och familjen mätare. Inga underarter finns listade.